# Герасим Ђорђевић
Герасим Ђера Ђорђевић Студеничанин (1779-1839), је био митрополит шабачки у периоду од 1831-1839. године. 
Рођен је у Видину. Као млад је изучио школу за свештеника и произведен је у степен видинског економа. Део живота провео је у манастиру Студеници, где је рукоположен за ђакона на Теодорову суботу 1799. године, нешто касније и за јеромонаха.
Након што је изабран за епископа шабачког приступио је обимном књижевном раду. Аутор је прворазредне историјске студије «Знаменитији догађаји новије србске историје». У овом летопису и хроници описао је све најзначајније догађаје из Првог (1804) и Другог српског устанка (1815), као и важнија збивања у Србији до 1831. године. Сведочећи из прве руке о страховитим свенародним патњама и ратним разарањима током драматичних година Првог и Другог устанка Срба против турског зулума, Герасим даје драгоцена сведочанства и о сстрадању обитељи манастира Студенице, којa је, носећи мошти Светог Краља, благовремено избегла у манастир Враћевшницу, да би се, по слому Првог србског устанка, привремено склонила у Аустрију, у манастире Фенек и Гргетег. По турском проглашењу амнестије и зајамчењу слободе повратка, Герасим се вратио у Србију, где убрзо избија Други српски устанак 1815. Већ 1814. године Герасим је очевидац најгрознијих страдања србског живља после пропасти Србије 1813. године и сламања Хаџи-Проданове буне, када је погубљен и бивши игуман Каленића, отац Никифор, све до набијања на коље игумана Пајсија и ђакона Авакума.
Као особа од поверења кнеза Милоша и учесник у борбама на Морави, око Чачка и Љубића, Герасим Ђера Ђорђевић се кретао по народу и међу устаницима, одржавајући духовну крепост и снагу српских устаника. 
У време након добијања Хатишерифа уздигнут је у чин архимандрита манастира Благовештења. 
Тек хиротонијом Герасима Ђорђевића за епископа пожаревачког у потпуности је обновљена највиша јерархија Српске православне цркве, јер је ондашњи митрополит шабачки, грк Герасим Домнин, дознавши да је и трећи Србин постављен за архијереја, одмах затражио отпуст од кнеза Милоша, да оде из Србије. По одласку Домнина, шабачку епархију преузима епископ Герасим Ђорђевић и, у периоду болести и лечења митрополита Мелентија, као и одсуства епископа Нићифора, једно је време био једини архијереј у Митрополији српској.